# Risc de rebrot
L'índex de creixement potencial o taxa de reproducció o risc de rebrot o risc de brot, en el camp de l'epidemiologia, és un indicador d'impacte d'una malaltia contagiosa en una zona i una data determinades. Indicador basat en el grau d'afectació (en incidència) juntament amb el risc de difusió de la malaltia (nombre reproductiu bàsic o R0). Integra en un sol indicador el grau d'afectació (pel nombre de casos) amb el contagi (per l'R0), i permet fer una comparació entre diferents zones que utilitzin els mateixos criteris diagnòstics de casos i una aproximació pronòstica a curt termini.
Aquest indicador s'ha popularitzat a Catalunya arran de l'epidèmia de la COVID-19, per part del grup de recerca de Biologia Computacional i Sistemes Complexos de la UPC.

## Càlcul
Es el nombre resultant del producte de la incidència per R0:
Risc de rebrot = Incidència * R0
On incidència s'expressa en nombre de nous casos per 100.000 habitants durant el període infecciós.

## Limitacions
Aquest indicador és limitat, òbviament:
- En aspectes pronòstics de l'evolució en el nombre de casos (ja que sempre és a curt termini), i al fet que es poden modificar els hàbits de la població en mesures preventives o en l'actuació sanitària que dugui a una major o menor detecció de casos.
- En valorar l'impacte en la salut de la població ja que no té en compte, per exemple, l'accessibilitat i la disponibilitat dels recursos sanitaris; i la densitat, la necessitat de mobilitat o interacció social, o els recursos de la població.
- En valorar les necessitats assistencials en no tenir en compte, per exemple, la prevalença de la malaltia i, per tant, els possibles casos acumulats que puguin suposar una atenció sanitària especialitzada.

## Exemple pràctic

### Plantejament
Considerada una malaltia (per exemple la COVID) amb:
- Un període màxim aproximat de 14 dies d'incubació.
- Suposem un retard màxim de 3 dies per la notificació i anotació pels càlculs.

Llavors en una població de 10.000 habitants hi va haver el següent nombre de casos correlatius durant els últims 17 dies, inclòs avui:
1; 0; 0; 1; 0; 2; 1; 0; 2; 3; 5; 4; 6; 7; abans-d'ahir, 5; ahir, 4; i avui, 2.

### Resolució
Una aproximació inexacta i senzilla a R0 seria:
1 + 0 + 0 + 1 + 0 + 2 + 1 = 5 (nombre de casos de la primera setmana)
0 + 2 + 3 + 5 + 4 + 6 + 7 = 27 (nombre de casos de la segona setmana)
No es té en compte els valors 5, 4 i 2, ja que podria haver un retard en la notificació i anotació (i correspon als 3 dies esmentats).
Òbviament hi ha un augment en el nombre de casos i llavors la R0, seria 27/5 = 5,4. O un augment de més de 5,4 vegades el nombre de casos entre la primera i la segona setmana.
D'una forma ja exacta i acurada en el càlcul seria:
| Dia                            | Fórmula                  | -16 | -15 | -14 | -13 | -12 | -11 | -10   | -9    | -8    | -7    | -6    | -5    | -4    | -3 | -2                                                                                   | -1                                                                                   | avui                                                                                 | Resultats                        |
| ------------------------------ | ------------------------ | --- | --- | --- | --- | --- | --- | ----- | ----- | ----- | ----- | ----- | ----- | ----- | -- | ------------------------------------------------------------------------------------ | ------------------------------------------------------------------------------------ | ------------------------------------------------------------------------------------ | -------------------------------- |
| Casos (suma de 14 dies)        |                          | 1   | 0   | 0   | 1   | 0   | 2   | 1     | 0     | 2     | 3     | 5     | 4     | 6     | 7  | Avui, ahir i abans d'ahir no es tenen en compte per retard de notificació / anotació | Avui, ahir i abans d'ahir no es tenen en compte per retard de notificació / anotació | Avui, ahir i abans d'ahir no es tenen en compte per retard de notificació / anotació | Incidència = Σ Nombre casos = 32 |
| Numerador                      | n(t-1) + n(t) + n(t+1)   |     |     |     |     |     |     | 2+1+0 | 1+0+2 | 0+2+3 | 2+3+5 | 3+5+4 | 5+4+6 | 4+6+7 |    | Avui, ahir i abans d'ahir no es tenen en compte per retard de notificació / anotació | Avui, ahir i abans d'ahir no es tenen en compte per retard de notificació / anotació | Avui, ahir i abans d'ahir no es tenen en compte per retard de notificació / anotació |                                  |
| Denominador                    | n(t-6) + n(t-5) + n(t-4) |     |     |     |     |     |     | 1+0+0 | 0+0+1 | 0+1+0 | 1+0+2 | 0+2+1 | 2+1+0 | 1+0+2 |    | Avui, ahir i abans d'ahir no es tenen en compte per retard de notificació / anotació | Avui, ahir i abans d'ahir no es tenen en compte per retard de notificació / anotació | Avui, ahir i abans d'ahir no es tenen en compte per retard de notificació / anotació |                                  |
| Resultat (mitjana de 7 valors) | Numerador / Denominador  |     |     |     |     |     |     | 3     | 3     | 5     | 3,33  | 4     | 5     | 5,67  |    | Avui, ahir i abans d'ahir no es tenen en compte per retard de notificació / anotació | Avui, ahir i abans d'ahir no es tenen en compte per retard de notificació / anotació | Avui, ahir i abans d'ahir no es tenen en compte per retard de notificació / anotació | R0 = Mitjana = 4,14              |

Aleshores el risc de rebrot serà:
Incidència = 32 * (100.000/10.000) => 320 [nous casos per 100.000 habitants els darrers 14 dies]
Risc de rebrot = 320 * 4,14 => 1325

### Aplicació
Aleshores, si no hi hagués canvis en l'R0, podrien esperar-se per la població d'aquest exemple: 
Nous casos = 1325 * (10.000/100.000) => 133 nous casos pels propers 14 dies.